# جامعة بوغور الزراعية
جامعة بوغور الزراعية (بالإنجليزية: Bogor Agricultural University)‏ (أو معهد بوجور الزراعي، والمختصر بـ IPB) هي جامعة زراعية تديرها الدولة ومقرها في منطقة بوكور في إندونيسيا.